# Alessandro Zondadari
Alessandro Zondadari (* 25. Dezember 1669 in Siena; † 2. Januar 1745 ebenda) war ein italienischer Geistlicher und Erzbischof von Siena.

## Leben
Geboren als Sohn des Ansano Zondadari und dessen Ehefrau Agnese Chigi, war er mütterlicherseits ein Großneffe des Papstes Alexander VII. und Neffe des Kardinals Flavio Chigi seniore. Einer seiner Brüder, Antonfelice Zondadari, war ab 1712 Kardinal; ein weiterer Bruder, Marc’Antonio Zondadari, war 1720 bis 1722 Großmeister des Malteserordens.
Am 5. Juni 1694 empfing Alessandro Zondadari die Priesterweihe für das Erzbistum Siena. Papst Clemens XI. berief ihn am 21. Januar 1715 zum Erzbischof von Siena. Die Bischofsweihe erfolgte im Februar desselben Jahres.
Alessandro Zondadari starb nach fast 30 Jahren im Bischofsamt am 2. Januar 1745.